# Ross Cheever
Ross Cheever (* 12. April 1964 in Rom) ist ein ehemaliger US-amerikanischer Autorennfahrer und der jüngere Bruder von Eddie Cheever. 

## Karriere im Motorsport
Ross Cheever ist sechs Jahre jünger als sein Bruder Eddie und verbrachte die ersten Jahre seines Lebens in Italien. Erste Erfolge im Motorsport feierte er in den frühen 1980er-Jahren in der Formel 3. Die Britische Formel-3-Meisterschaft 1984 (Meister Johnny Dumfries), beendete er als Gesamtfünfter. 1987 gewann er vor Hitoshi Ogawa die Gesamtwertung der japanischen Formel-3-Meisterschaft. Zwei Jahre später war in der Japanischen Formel-3000-Meisterschaft erneut Ogawa sein stärkster Konkurrent. Das Championat wurde in der letzten Runde des letzten Meisterschaftslauf auf dem Suzuka International Racing Course entschieden, als er als Meisterschaftsführender beim Überrunden mit dem sich vor ihm drehenden Osamu Nakako kollidierte und ausschied; Ogawa wurde dadurch Gesamtsieger. Auch 1991 musste er sich mit dem zweiten Rang in der Meisterschaft begnügen, diesmal hinter Ukyō Katayama. In den folgenden drei Jahren beendete er das Championat jeweils als Gesamtdritter.
1992 ging er beim 500-Meilen-Rennen von Indianapolis an den Start und 1989 beim 24-Stunden-Rennen von Le Mans. Nach dem Ablauf der Saison 1994 trat er vom aktiven Rennsport zurück.

## Statistik

### Le-Mans-Ergebnisse
| Jahr | Team              | Fahrzeug     | Teamkollege   | Teamkollege   | Platzierung | Ausfallgrund |
| ---- | ----------------- | ------------ | ------------- | ------------- | ----------- | ------------ |
| 1989 | Tom’s Team Toyota | Toyota 89C-V | Hitoshi Ogawa | Paolo Barilla | Ausfall     | Motorschaden |

### Einzelergebnisse in der Sportwagen-Weltmeisterschaft
| Saison | Team            | Rennwagen  | 1   | 2   | 3   | 4   | 5   | 6   | 7   | 8   | 9   | 10  |
| ------ | --------------- | ---------- | --- | --- | --- | --- | --- | --- | --- | --- | --- | --- |
| 1987   | Dome Motorsport | Dome 87C-L | JAR | JER | MON | SIL | LEM | NÜN | BRH | NÜR | SPA | FUJ |
| 1987   | Dome Motorsport | Dome 87C-L |     |     |     |     |     |     | DNF |     |     |     |